# Сенсорная депривация
Сенсо́рная деприва́ция (от лат. sensus — чувство и лат. deprivatio — потеря, лишение) — частичное или полное прекращение внешнего воздействия на один или более орган чувств, которое приводит к снижению потока нервных импульсов в центральную нервную систему.
Сенсорная депривация может возникнуть при изоляции персонала в замкнутом пространстве (на подводной лодке, космическом корабле и т. п.); причём в космическом полёте развитию сенсорной депривации способствует состояние невесомости.
Самые простые устройства для депривации, такие, как повязка на глаза или затычки для ушей, уменьшают или убирают воздействие на зрение и слух, в то время как более сложные устройства могут «отключать» обоняние, осязание, вкус, температурные рецепторы и вестибулярный аппарат. Сенсорная депривация используется в нетрадиционной медицине, йоге, медитации, психологических экспериментах (например, с камерой сенсорной депривации), а также БДСМ-играх и для пыток и наказаний.
Короткие периоды сенсорной депривации имеют расслабляющее воздействие на человека, запускают процессы внутреннего подсознательного анализа, структурирования и сортировки информации, процессы самонастройки и стабилизации психики, в то время как длительное лишение внешних раздражителей может привести к чрезвычайному беспокойству, утере связи с реальностью, галлюцинациям, депрессии, неспособности концентрироваться и асоциальному поведению, которые впоследствии могут привести к посттравматическому стрессу. Эта особенность воздействия сенсорной депривации на личность человека через его органы чувств нашла широкое применение при ведении процедур форсированного дознания (см. например, «пять методов» или «расширенные методы допроса»).

## Камера сенсорной депривации
Камера сенсорной депривации — звуко- и светонепроницаемый бак, где человек плавает в солёной воде, плотность которой равна плотности тела и температура которой очень близка к температуре тела. Такая камера была впервые использована Джоном Лилли в 1954 году для изучения эффектов сенсорной депривации. Такие камеры также используются для медитации, расслабления и в нетрадиционной медицине. Также используется термин «флоатинг» капсула (англ.  float [flout] — свободно плавать, держаться на поверхности).
Питер Сьюдфелд и Родерик Борри из Университета Британской Колумбии изучали терапевтические применения камеры сенсорной депривации в конце 1970-х. Их техника была названа «Терапия ограниченной средовой стимуляции» (Restricted Environmental Stimulation Therapy, REST).

## Преимущества сенсорной депривации
Многие упражнения разнообразных школ используют депривации с целью коррекции личности. Закрытые глаза, тихое, уединенное место, неподвижная поза, отшельничество — все это разновидности сенсорной депривации, используемые для различных практик саморазвития.

## Негативные последствия
По мере увеличения времени пребывания в условиях сенсорной депривации на этапе неустойчивой психической деятельности появляется эмоциональная лабильность со сдвигом к пониженному настроению — заторможенность, депрессия, апатия, которые на короткое время меняются эйфорией, раздражительностью.
Чем более жесткие условия сенсорной депривации, тем быстрее нарушаются процессы мышления, что проявляется в невозможности на чем-либо сосредоточиться, последовательно обдумать проблемы. Фиксируют снижение функции экстраполяции и производительности при выполнении несложных умственных действий.
В случае увеличения времени воздействия сенсорной депривации эйдетические представления могут выйти из-под контроля актуального «Я» и проявляться в форме галлюцинаций. В генезисе этого процесса четко прослеживаются астенизация нервной системы и развитие гипнотических фаз в коре полушарий головного мозга.

### Факторы риска у детей
Говоря о депривации у детей, подразумевается нарушение чувствительности от поступающих из внешнего мира сигналов. У детей это нарушение подразделяется на тотальное или частичное и может привести к отставанию в умственном и психическом развитии. Чаще встречается зрительная и слуховая депривация. Опасность представляет лишение тактильного, зрительного, голосового контакта с матерью в первые месяцы жизни.
Дети, воспитываемые в интернатах, не имеющие семьи, склонны испытывать недостаток в новых впечатлениях, поскольку постоянно находятся в одних и тех же условиях. Переживающие сенсорную депривацию дети имеют недоразвитость двигательных навыков, отставание речевого развития и умственное отставание.